# HOME Interior
HOME Interior — український журнал про дизайну інтер'єру, що видається російською мовою. Заснований в Києві в 2013 році. Виходить чотири рази на рік. Центральний офіс знаходиться у Києві, головний редактор — Тамара Попова. Наклад  — 5 000 екземплярів. Публікується компанією ТОВ «L&R Media».
HOME Interior має концептуально новий погляд на сучасну архітектуру і дизайн інтер'єру. Журнал висвітлює різноманітність сучасних течій, що втілюються дизайнерами усього світу в своїх проектах.